# Lilltjärnen (Offerdals socken, Jämtland, 708229-140416)
Lilltjärnen är en sjö i Krokoms kommun i Jämtland och ingår i Indalsälvens huvudavrinningsområde. Lilltjärnen ligger i Oldflån-Ansätten Natura 2000-område.